# 张振先
张振先（1927年11月—2019年12月2日），江苏徐州人，中国人民解放军将领、中国人民解放军中将。

## 生平
1927年11月出生。籍贯江苏徐州。1946年参加中国人民解放军，同年加入中国共产党。第二次国共内战时期，曾任新四军6纵队16旅47团1机连战士、班长，24军70师209团3机连指导员。先后参加了苏中、涟水、莱芜、孟良崮、开封、淮海、渡江等战役战斗。1951年进入空军第七航空学校学习。
1958年毕业于解放军军事学院空军系，此后历任空军副团长、团长、副师长、师长，沈阳军区空军副参谋长、空军第2军政治委员等职。1983年，接替张雍耿，担任济南军区空军政治委员。1987年，接替刘锋，担任广州军区空军政治委员。1988年，授中国人民解放军中将军衔。
2019年12月2日在广州病逝，享年92岁。